# 銀の鬼
『銀の鬼』（ぎんのおに）は、茶木ひろみによる日本の漫画作品。1986年、『週刊マーガレット』（集英社）にて連載された。
単行本全6巻が同社のマーガレットコミックスから刊行されたものの、絶版となり、その後ソノラマコミック文庫（朝日ソノラマ）にて復刊されている。文庫版は全3巻。
また、続編として『銀の鬼-目覚め-』が、ブッキングより2008年6月現在3巻まで刊行されている。
ブッキング『銀の鬼目覚め』3巻の続編として、茶木の自費出版本がAmazonにて販売中。
- 銀の鬼11～14巻
- 銀の鬼15～17巻
- 銀の鬼18～21巻
- 銀の鬼22～23巻
- 銀の鬼24～27巻(2019年9月発売予定)
- 銀の鬼外伝(全1巻)

電子版はKindle独占契約で配信中。
- 銀の鬼1～27巻
- 銀の鬼外伝1～５巻
- 翻訳版銀の鬼The silver demon1～6

## あらすじ
夏乃ふぶきは担任の島影十年に憧れるごく普通の女子高校生。しかし、彼女にはある秘密があった。小さいころに女性の心臓を食らう銀色の鬼と出会い「大きくなったらお前を食いに来る」と言われたのだ。
両親が不在のおり、転校生・近松善三に鬼の面影を見たふぶきは十年の家に身を寄せるが、十年こそ銀の鬼本人であった。見守るうちふぶきを愛するようになった十年はふぶきを花嫁にしようとする。彼にひかれつつもふぶきは激しく反発する。

## 登場人物
夏乃ふぶき
17歳。高校2年生。幼い頃、人を殺した直後の鬼（銀の鬼）と遭遇し、ずっとその記憶に悩まされていた。
物語開始当初から、担任教師の十年に憧れていたが、その十年が鬼と発覚した直後は彼を恐れ、逃亡するなどしたが、紆余曲折あって、彼と愛し合うようになる。しかし、お互いの想いを確かめ合った後も、十年が人を殺すなど、悪事を仕出かす度に胸を痛め、葛藤しながらも、彼を見捨てることが出来ないでいる。
鬼である十年に対しても、臆せず、はっきりと意見するなど、気が強い一面が見られるが根はとても優しい少女。料理は若干苦手。
十年曰く、「神」という存在であり、事実、瀕死に陥った十年を2度も、青い鬼に心臓を食わせることで鬼を退治した幸二、後にキュン太と名付けられる猫までも生き返らせてしまった。
ある事件で角が折れた十年にこれ以上罪を重ねさせないよう彼を愛しながらも角を胸に刺し自殺する。遺体は銀の砂となって散った。
島影十年（しまかげ とね）
外見年齢25歳前後。ふぶきの通う高校の教師でクラスの担任。自宅やインテリア、服の趣味など乙女チック。料理上手で大の甘党という、今で言うオトメン。
授業は自習ばかりで、昼寝やパチンコばかりしているが、そのさわやかな容貌からか、女生徒からの人気は高い。
その正体は、かつて京の街を騒がせた、人を殺し、その心臓を食らい、1000年の時を生きる銀色の鬼。元は人間だった。
平安時代、とある逆恨みから赤ん坊のころに誘拐され、父と信じていた男から実父は母の敵と刷り込まれて育ち、見事敵討ちに成功したものの実は彼こそが実の父で有る事を知り自害。人間だったころの記憶を持ったまま鬼に転生した過去を持つ。
幼いふぶきを見初め、大きくなったら迎えに行くと言い残し去った、その人であった。ところが、殺すつもりであったふぶきを長く見守ってきたため、情が移ってしまい、力づくで自分のものにしようとする。
後半、ふぶきの正体がわかってからは、神と鬼という正反対の立場に少し距離を置きながらも、穏やかに彼女を愛するようになる。しかし、やはり鬼の性に逆らえず、凶悪な事件を起こし、ふぶきを悲しませながらも、ふぶきと居ることによって、徐々に良心が芽生えつつもあり、そんな自分に戸惑い、苛立ち、ふぶきに当たることもあった。
近松善三
長崎の高校からふぶきのクラスに転校してきた男子高校生。切れ長の目元が銀の鬼に似ていることと、「迎えに来た」発言から、と当初ふぶきから「鬼ではないか」と誤解をされていたが、実は幼い頃のふぶきの幼馴染み（コブちゃん）で、昔からずっと彼女のことが好きだったことが明らかにされる。
鬼に魅入られたふぶきを守ろうとし、奮闘する。ふぶき曰く「顔の割にドジ」で、十年にさえ、「お人よし」と称される、根っからの善人。当のふぶきは十年を愛していることを自覚してしまい、彼と袂を分かつ。
十年や幸二の蘇りのどさくさに紛れて、行方をくらませたふぶきと十年の行方を、以来ずっと、幸二と共に追い続けていた。
鹿沼恵子
ふぶきのクラスメイト。取り巻きを連れてふぶきに絡むが、ルックスのいい男性の前ではぶりっ子。近松、後、十年にも言い寄る。
十年に内緒で会おうと呼び出され殺されてしまう。
金井警部
とある事件をきっかけに鬼と関わることになる中年の刑事。同作者の作品である、『姫-クラシックガール-』にもほほ同じ容貌の警部が出演する。
広田幸二
京都の洋菓子店「魔離堂」の店主。鬼を殺す酒「神便鬼毒酒」をスミレ酒として売っている。1000年前、鬼を退治した男の子孫。線が細く、物腰は柔らかだが、押しは強く、凄みさえ感じさせる。
鬼を殺すことを使命としており、十年を付け狙う。それとは別に、ふぶきに想いを寄せ、プロポーズしたこともあるが拒絶された。
青い鬼との戦いで自棄を起こしたふりをして、自ら鬼毒酒漬けとなり、文字通り命を賭して、青い鬼を倒すが、彼自身は心臓を失いながらも、ふぶきの力により蘇生する。
後、同じくふぶきを想い、十年の打倒を誓う近松と行動を共にするようになる。
広田寛子
幸二の妹。新幹線の中で偶然出会った十年の正体を知らずに魅せられ、交際を申し込む。鹿沼恵子に面影が似ている。
青い鬼
1000年前、十年と共に京から丘の上町に逃げてきたが、死亡したため墓地に埋葬されていた。幸二の持つ青い角の本来の持ち主。
甲田雅子
「魔離堂」の支店マリードールの看板娘。こちらでもスミレ酒を取り扱っている。父親の失業で高校を中退してマリードールで働いていた。
一巻当初から登場している。
キュン太
青い鬼がふぶきを脅すため、どこからか連れてきた子猫。後にキュン太と名付けられ、ふぶきと十年の飼い猫になる。
一度、青い鬼に殺され、ふぶきの力により蘇ったためか、不思議な能力がある。
末流也（すえ りゅうや）
白雪町の男子高校生。女顔の美少年で、華道部所属（本人は剣道部に入りたいと思っている）だが、実は気性が激しい。
ふぶきと十年の逃亡先である白雪町のアパートの一階にある、ベーカリーの常連で、バイトをすることになったふぶきに一目惚れする。
幼い頃、目の前で母親を十年に殺されているが、当初は記憶が定かではなかった。
アパートの前で延々と様子をうかがうなど、若干粘着質だが、そのことがきっかけで兄妹と名乗る2人の関係を知る。
ふぶきへの恋慕を知った十年に嫌がらせをされ、十年への嫌悪とふぶきへの想いを告白するも破れ、その帰り、十年がルミを殺そうとしていた場面に偶然出くわし、変身した十年に瀕死の重傷を負わされてしまう。
怪我が治った後は、母の復讐を誓い、執念で十年をつけ狙い、西尾主任や近松、幸二らと手を組み、十年を追い詰める。
石川ルミ
流也と同じ高校に通い、彼に憧れていた。その後、十年に魅せられる。が、とある事件をきっかけに再び流也に好意を抱くミーハーな女子高生。
西尾主任
ウェルカム不動産の社員。部下になった十年に説教をしたことで、不興を買い、妖力で片目を失う。その後も十年をつけ狙う。
岡田麗子
ウェルカム不動産社長令嬢で経理担当。20代後半。社員になった十年に恋し結婚を画策する。不似合いな少女趣味のファッションをしている。
妖力の元となる角をネタに十年を脅迫し、結婚。彼の気を引くため「女の心臓が食べたい」という要求に応え女を殺して心臓をえぐり取ってくるなどの残忍な行為に手を染めた。
それでも心を開かない十年に苛立ち、遂に殺そうとして、近松、幸二、流也らに協力する。